# Гріффін Райлі Сабатіні
Гріффін Райлі Сабатіні (нім. Griffin Riley Sabatini; нар. 23 вересня 1998) — швейцарський та італійський футболіст зімбабвійського походження, центральний півзахисник клубу «Дніпро-1». На правах оренди виступає за шотландський «Ейрдріоніанс».

## Життєпис
Народився в зімбабвійському місті Хараре. Проте в юному віці переїхав до Швейцарії. До 2013 року займався в юнацькій академії «Лансі». З 2013 по 2017 рік виступав за юнацькі команди «Мейрін» та «Верньєр». У липні 2017 року переїхав до США, де грав за університетську команду «Норзістерн Газкіс» (Бостон). 1 липня 2018 року залишив американський клуб. Після цього повернувся до Швейцарії, де в лютому 2019 року приєднався до «Волена». Проте у складі клубу виступав лише за команду U-23. У середині березня 2019 року залишив «Волен» вільним агентом.
22 серпня 2019 року підписав 1-річний контракт з «Дніпром-1». У новій команді отримав футболку з 91-м ігровим номером. З моменту переходу виступав за команду U-21 у молодіжному чемпіонаті України. У Прем'єр-лізі дебютував 19 липня 2020 року в переможному (3:0) домашньому поєдинку 32-о туру проти полтавської «Ворскли». Гріффін вийшов на поле на 69-й хвилині, замінивши Сергія Булецу. Цей матч так і залишився єдиним для швейцарця за клуб.
3 серпня 2020 року Сабатіні приєднався на правах оренди на один сезон до шотландського клубу «Ейрдріоніанс»